# رود قویریلا

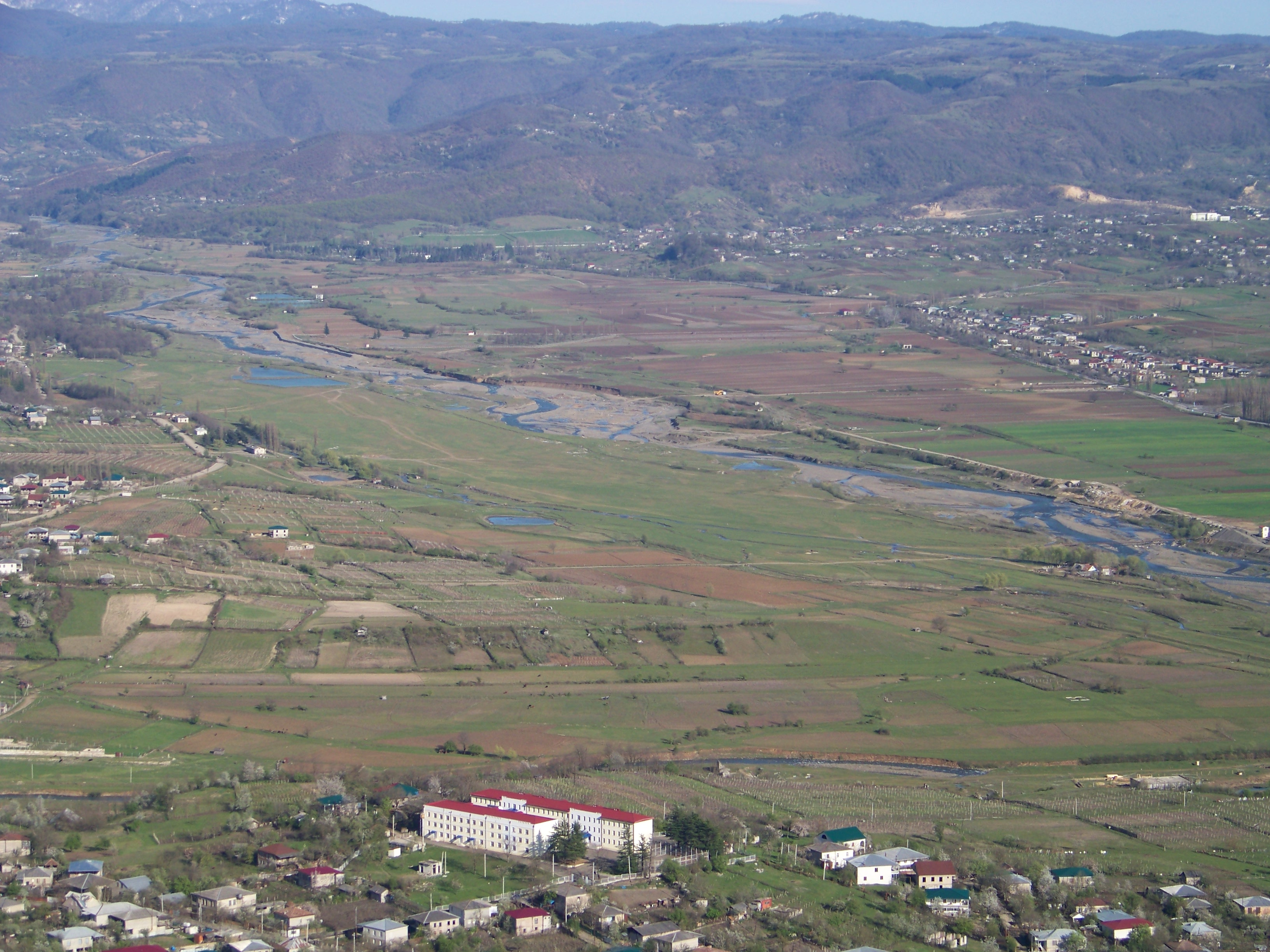
رود قویریلا در نزدیکی ساچخره

رودخانه قویریلا یکی از رودخانه‌های گرجستان به درازای ۱۵۲ کیلومتر (۹۴ مایل) است. این رودخانه یکی از شاخه‌های سمت چپ رود ریونی است.